# Johann Friedrich von Kageneck
Johann Friedrich von Kageneck (* 1. April 1741 in Freiburg im Breisgau; † 4. März 1800 in Madrid) war ein österreichischer Botschafter.
Seine Eltern waren Johann Friedrich Fridolin von Kageneck (* 14. Februar 1707; † 2. April 1783) und dessen Ehefrau Eleonore von Andlau (* 23. Februar 1717; † 13. Dezember 1780).

## Leben
Friedrich Graf von Kageneck wurde in Wien erzogen und ging in den diplomatischen Dienst. Er war von 1778 bis 1779 k.k. Gesandter in Stockholm (Schweden) und danach von 1779 bis 1782 Gesandter in Kopenhagen (Dänemark). Von 1783 bis 1786 war von Kageneck Ambassador to the Court of St James’s und vom 4. Dezember 1786 bis zu seinem Tod war er Botschafter in Madrid.
Er heiratete 1777 Maria Theresia von Salm-Reifferscheidt (* 21. August 1757; † 22. April 1830), eine Tochter des Oberstkämmerer Anton von Salm-Reifferscheidt. Die Tochter, Maria Franziska von Kageneck, heiratete Anton Ignaz Johann Nepomuk von Schönau, den Sohn von Franz Ignaz Ludwig von Schönau und seiner Gemahlin Maria Anna von Pfirt.
Die Witwe heiratete 1807 den Comte Auguste de Buissy, damals Kapitän der königlichen Garde.